# Permesso rosa

Segnale di sosta riservata a particolari categorie (Reg. Fig. II.79c) con pittogramma specifico per gli stalli rosa, introdotto con DM del 07/04/2022

Il permesso rosa è un contrassegno rilasciato dalle amministrazioni comunali italiane alle donne in stato di gravidanza oppure ai genitori con figli di età non superiore ai due anni, al fine di usufruire di particolari agevolazioni nella mobilità.
Di concezione simile a quella del contrassegno per i veicoli al servizio di persone con disabilità, il permesso rosa è stato introdotto a livello nazionale nel 2021 e viene disciplinato dall'art. 188-bis del codice della strada italiano, nonché dal relativo Regolamento di esecuzione e di attuazione.

## Agevolazioni concesse
Il permesso rosa consente, sul territorio italiano, la sosta nelle aree dedicate (a carattere temporaneo o permanente) e contrassegnate dalla specifica segnaletica.
La mancata esposizione del contrassegno, come pure il suo uso improprio, comportano una sanzione amministrativa da 87 euro a 344 euro.

## Storia
Già prima della regolamentazione a livello nazionale, disposta con decreto-legge n. 121/2021 convertito con modificazioni dalla Legge n. 156/2021, alcune amministrazioni comunali rilasciavano dei contrassegni rosa validi sui soli territori di competenza. Tali enti disponevano poi, con proprie ordinanze, particolari agevolazioni per i veicoli che esponessero i contrassegni rosa, come la sosta in deroga ai limiti di tempo oppure il parcheggio gratuito nelle aree a pagamento. Fino al 2021, tuttavia, gli enti proprietari delle strade non avevano facoltà di riservare spazi alla sosta dei veicoli di donne in gravidanza, se non in modalità "di cortesia", senza possibilità quindi di punire eventuali trasgressori.
Con la regolamentazione avvenuta nel 2021, viene disposto che i contrassegni rosa abbiano validità nazionale (al pari di quelli per persone con disabilità) ed autorizzano la sosta negli spazi appositamente riservati.
Con il DM del 07/04/2022 viene introdotto ufficialmente il segnale verticale da utilizzare per identificare gli stalli riservati ai detentori di contrassegno rosa, ricavato dal segnale di sosta riservata a particolari categorie con pittogramma specifico per gli stalli rosa. Lo stesso pittogramma rosa deve essere riprodotto sulla pavimentazione. Le strisce di delimitazione degli stalli rosa devono essere di colore giallo.